# Viva Salud
Viva Salud is een Belgische activistische niet-gouvernementele organisatie in de gezondheidszorg.
De organisatie werd midden jaren 1980 opgericht als Geneeskunde voor de Derde Wereld, nadat artsen van Geneeskunde voor het Volk naar Libanon waren gegaan om in Palestijnse vluchtelingenkampen te werken. Met Geneeskunde voor de Derde Wereld wilden ze solidair samenwerken met organisaties in het globale Zuiden die gezondheidszorg organiseren in dienst van de bevolking. De eerste projecten draaiden rond Palestina en de Filipijnen, vanaf de jaren 1990 ook rond Cuba en vervolgens ook de Democratische Republiek Congo. De organisatie stuurt nog slechts gezondheidswerkers naar andere landen in specifieke noodsituaties, zoals aan het begin van de Irakoorlog of het conflict in de Gazastrook 2008-2009, en probeert in plaats daarvan de capaciteit van lokale partners te versterken. Viva Salud, zoals de organisaties sinds 2018 heet, richtte mee de People’s Health Movement op, een netwerk van gezondheidsorganisaties en -activisten.